# ونسا نیگارد
ونسا نیگارد (انگلیسی: Vanessa Nygaard؛ زادهٔ ۱۳ مارس ۱۹۷۵) بازیکن بسکتبال، و سرمربی (بسکتبال) اهل ایالات متحده آمریکا است.